# Пірз (Міннесота)
Пірз (англ. Pierz) — місто (англ. city) в США, в окрузі Моррісон штату Міннесота. Населення — 1418 осіб (2020).

## Географія
Пірз розташований за координатами 45°58′41″ пн. ш. 94°6′5″ зх. д. / 45.97806° пн. ш. 94.10139° зх. д. (45.978028, -94.101470).  За даними Бюро перепису населення США в 2010 році місто мало площу 3,51 км², уся площа — суходіл.

## Демографія
Згідно з переписом 2010 року, у місті мешкали 1393 особи в 585 домогосподарствах у складі 339 родин. Густота населення становила 397 осіб/км².  Було 605 помешкань (172/км²).
Расовий склад населення:
| - 98,6 % — білих - 0,2 % — азіатів - 0,1 % — корінних американців |

До двох чи більше рас належало 0,9 %. Частка іспаномовних становила 0,6 % від усіх жителів.
За віковим діапазоном населення розподілялося таким чином: 24,5 % — особи молодші 18 років, 48,2 % — особи у віці 18—64 років, 27,3 % — особи у віці 65 років та старші. Медіана віку мешканця становила 42,5 року. На 100 осіб жіночої статі у місті припадало 70,3 чоловіків;  на 100 жінок у віці від 18 років та старших — 67,0 чоловіків також старших 18 років.
Середній дохід на одне домашнє господарство  становив 52 627 доларів США (медіана — 37 898), а середній дохід на одну сім'ю — 64 256 доларів (медіана — 56 667). Медіана доходів становила 42 557 доларів для чоловіків та 32 946 доларів для жінок. За межею бідності перебувало 14,4 % осіб, у тому числі 16,3 % дітей у віці до 18 років та 18,2 % осіб у віці 65 років та старших.
Цивільне працевлаштоване населення становило 609 осіб. Основні галузі зайнятості: освіта, охорона здоров'я та соціальна допомога — 25,3 %, науковці, спеціалісти, менеджери — 15,8 %, роздрібна торгівля — 12,3 %, виробництво — 10,3 %.